# Faezeh Nesaei
Faezeh Nesaei (persisch فائزه نسایی; * 24. Oktober 1998) ist eine ehemalige iranische Leichtathletin, die sich auf den Sprint spezialisiert hat.

## Sportliche Laufbahn
Erste internationale Erfahrungen sammelte Faezeh Nesaei im Jahr 2018, als sie bei den Hallenasienmeisterschaften in Teheran in 7,56 s den siebten Platz im 60-Meter-Lauf belegte und mit der iranischen 4-mal-400-Meter-Staffel in 3:51,39 min die Silbermedaille hinter dem kasachischen Team gewann.

## Persönliche Bestleistungen
- 100 Meter: 12,00 s (+0,8 m/s), 8. April 2021 in Maschhad
  - 60 Meter (Halle): 7,53 s, 9. Januar 2020 in Teheran